# Neuvesttor
Das Neuvesttor war ein Stadttor der zweiten Stadtmauer des mittelalterlichen Münchens.

## Lage
Das Neuvesttor lag im Norden der Münchner Altstadt östlich des Schwabinger Tors. Als Nebentor hatte es keine besondere Bedeutung für den Verkehr.

## Geschichte
Das Tor wurde im Rahmen des Baus der Neuveste Ende des 14. Jahrhunderts in der Nordostecke des zweiten Mauerrings errichtet. Nach einem Aufstand Münchner Bürger gegen die in der Stadt residierenden Herzöge Johann II., Stephan III. und Friedrich hatten diese von der Stadt die Erlaubnis erwirkt, ein vest in die statt ze pawen und ein aigen tor ... das sy aus und ein reitten. Der Name Neuvesttor erscheint erst 1613 in dem ersten Stadtplan Münchens von Tobias Volckmer.
Im Rahmen des Umbaus der Neuveste in ein Residenzschloss und der Anlage des Hofgartens nördlich der Residenz verlor das Tor seine fortifikatorische Bedeutung. Wann es abgerissen wurde, ist nicht bekannt, auf Merians Stadtplan von München aus dem Jahre 1644 ist es nicht mehr abgebildet.

## Beschreibung
Das Tor führte von der Neuveste aus, die auch gegenüber der Stadt durch Mauern und einen Wassergraben getrennt war, direkt aus der Stadt heraus. Auf Tobias Volckmers Stadtplan von 1613 ist zwar der Name vermerkt, das Tor selbst ist jedoch nicht abgebildet, da der gesamte Bereich der Residenz weiß ausgespart ist. Die Brücke über den Stadtgraben ist jedoch dargestellt. Demnach war dem Neuvesttor wie dreien der Haupttore auf der Außenseite des Stadtgrabens ein Rondell vorgebaut.